# Time Express
Time Express (El Expreso del Tiempo en Hispanoamérica) es una serie de televisión estadounidense transmitida entre abril y mayo de 1979 en CBS y luego retransmitida. La serie fue creada por Ivan Goff y Ben Roberts quien también estuvo involucrado en la creación de Los ángeles de Charlie. La serie fue cancelada después de cuatro episodios.

## La serie
Cada episodio consiste de dos historias.
Las estrellas de la serie fueron la pareja Jason y Margaret Winters (el matrimonio de Vincent Price y Coral Browne en la vida real), anfitriones sofisticados del Expreso del tiempo (Time Express en inglés), un tren que lleva a los pasajeros hacia el pasado en el tiempo a un punto importante de sus vida el cual no fue resuelto y quedó pendiente. El tren era conducido por R.J. Walker (James Reynolds) y el maquinista Callahan (William Phipps) y el encargado de los billetes de pasaje (Woodrow Parfrey), quienes aparecieron en los primeros tres episodios. 

## Episodios
| # | Título del episodio                     | Actores invitados                   | Escritor(es)                               | Director       | Fecha de emisión    | Notas                                                                                   |
| - | --------------------------------------- | ----------------------------------- | ------------------------------------------ | -------------- | ------------------- | --------------------------------------------------------------------------------------- |
| 1 | "The Garbage Man" y "The Doctor's Wife" | Jerry Stiller, James MacArthur      | Gerald Sanford                             | Arnold Levan   | 26 de abril de 1979 |                                                                                         |
| 2 | "The Figure Skater" y "The Copy Writer" | Richard Masur, Terri Nunn           | Pat Fiedler, Stephen Kandel, Richard Bluel | Michael Caffey | 3 de mayo de 1979   |                                                                                         |
| 3 | "Rodeo" y "Cop"                         | Anne-Marie Martin, Marcia Strassman | Al Hayes                                   | Alan S. Levy   | 10 de mayo de 1979  |                                                                                         |
| 4 | "Death" y "The Boxer"                   | Steve Kanaly, Paul Sylvan           | Ian Goff                                   | Alan S. Levy   | 17 de mayo de 1979  | En este episodio no aparecieron el conductor, el maquinista ni el encargado de boletos. |